# Liga de Suiza de waterpolo masculino
La Liga de Suiza de waterpolo masculino es la competición más importante de waterpolo masculino entre clubes suizos.

## Historial
Estos son los ganadores de la liga:
- 2010: Lugano NPS
- 2009: SC Kreuzlingen
- 2008: SC Kreuzlingen
- 2007: Schwimmclub Horgen
- 2006: Lugano NPS
- 2005: SC Schaffhausen
- 2004: SC Schaffhausen
- 2003: SC Kreuzlingen
- 2002: SC Kreuzlingen
- 2001: Schwimmclub Horgen
- 2000: Schwimmclub Horgen
- 1999: SC Kreuzlingen
- 1998: Schwimmclub Horgen
- 1997: Lugano NPS
- 1996: Lugano NPS
- 1995: Lugano NPS
- 1994: WSV Basel
- 1993: Schwimmclub Horgen
- 1992: Schwimmclub Horgen
- 1991: Schwimmclub Horgen
- 1990: Cercle des Nageurs de Monthey
- 1989: Lugano NPS
- 1988: Lugano NPS
- 1987: Schwimmclub Horgen
- 1986: Lugano NPS
- 1985: Lugano NPS
- 1984: Schwimmclub Horgen
- 1983: Schwimmclub Horgen
- 1982: Schwimmclub Horgen
- 1981: Schwimmclub Horgen
- 1980: Schwimmclub Horgen
- 1979: Schwimmclub Horgen
- 1978: Schwimmclub Horgen
- 1977: Schwimmclub Horgen
- 1976: Schwimmclub Horgen
- 1975: Schwimmclub Horgen
- 1974: Genève Natation 1885
- 1973: Lugano NPS
- 1972: Lugano NPS
- 1971: Lugano NPS
- 1970: Lugano NPS
- 1969: Genève Natation 1885
- 1968: Genève Natation 1885
- 1967: Genève Natation 1885
- 1966: Schwimmclub Horgen
- 1965
- 1964: Schwimmclub Horgen
- 1963: Schwimmclub Horgen
- 1962: Schwimmclub Horgen
- 1961: Schwimmclub Horgen
- 1960: SV Limmat
- 1959: Schwimmclub Horgen
- 1958: Schwimmclub Horgen
- 1957: SC Zürich
- 1956: Schwimmclub Horgen
- 1955: Schwimmclub Horgen
- 1954: Schwimmclub Horgen
- 1953: Schwimmclub Horgen
- 1952: SC Zürich
- 1951: CN Lausanne
- 1950: CN Lausanne
- 1949: CN Lausanne
- 1948: SK Luzern
- 1947: Genève Natation 1885
- 1946: SC Zürich
- 1945: SC Zürich
- 1944: SK Arbon
- 1943: SC Zürich
- 1942: Genève Natation 1885
- 1941: Genève Natation 1885
- 1940:
- 1939: SK St. Gallen
- 1938: Genève Natation 1885
- 1937: SK Arbon
- 1936: SK St. Gallen
- 1935: Genève Natation 1885
- 1934: Genève Natation 1885
- 1933: Genève Natation 1885
- 1932: Genève Natation 1885
- 1931: CN Lausanne
- 1930: Schwimmclub Romanshorn
- 1929: Schwimmclub Romanshorn
- 1928: Genève Natation 1885
- 1927: SK Arbon
- 1926: SK St. Gallen
- 1925: Red Fish Neuenburg
- 1924: SK Arbon
- 1923:
- 1922: SK St. Gallen